# صموئيل بيلامي
صموئيل بيلامي (بالإنجليزية: Samuel Bellamy)‏ (2 نوفمبر 1913 في المملكة المتحدة - ) هو لاعب كرة قدم بريطاني في مركز الظهير. لعب مع برمنغهام سيتي ونادي تاموورث.